# Speonemobius
Speonemobius is een geslacht van rechtvleugeligen uit de familie krekels (Gryllidae). De wetenschappelijke naam van dit geslacht is voor het eerst geldig gepubliceerd in 1924 door Lucien Chopard.

## Soorten
Het geslacht Speonemobius omvat de volgende soorten:
- Speonemobius alaesignatus Ingrisch, 1987
- Speonemobius decoloratus Chopard, 1924
- Speonemobius decolyi Chopard, 1969
- Speonemobius litoreus Vannini & Chelazzi, 1978
- Speonemobius punctifrons Chopard, 1969
- Speonemobius sinensis Li, He & Liu, 2010